# 地球史年表
| 累代             | 代       | 紀                 | 基底年代 Mya |
| ---------------- | -------- | ------------------ | ------------ |
| 顕生代           | 新生代   | 第四紀             | 2.58         |
| 顕生代           | 新生代   | 新第三紀           | 23.03        |
| 顕生代           | 新生代   | 古第三紀           | 66           |
| 顕生代           | 中生代   | 白亜紀             | 145          |
| 顕生代           | 中生代   | ジュラ紀           | 201.3        |
| 顕生代           | 中生代   | 三畳紀             | 251.902      |
| 顕生代           | 古生代   | ペルム紀           | 298.9        |
| 顕生代           | 古生代   | 石炭紀             | 358.9        |
| 顕生代           | 古生代   | デボン紀           | 419.2        |
| 顕生代           | 古生代   | シルル紀           | 443.8        |
| 顕生代           | 古生代   | オルドビス紀       | 485.4        |
| 顕生代           | 古生代   | カンブリア紀       | 541          |
| 原生代           | 新原生代 | エディアカラン     | 635          |
| 原生代           | 新原生代 | クライオジェニアン | 720          |
| 原生代           | 新原生代 | トニアン           | 1000         |
| 原生代           | 中原生代 | ステニアン         | 1200         |
| 原生代           | 中原生代 | エクタシアン       | 1400         |
| 原生代           | 中原生代 | カリミアン         | 1600         |
| 原生代           | 古原生代 | スタテリアン       | 1800         |
| 原生代           | 古原生代 | オロシリアン       | 2050         |
| 原生代           | 古原生代 | リィアキアン       | 2300         |
| 原生代           | 古原生代 | シデリアン         | 2500         |
| 太古代（始生代） | 新太古代 | 新太古代           | 2800         |
| 太古代（始生代） | 中太古代 | 中太古代           | 3200         |
| 太古代（始生代） | 古太古代 | 古太古代           | 3600         |
| 太古代（始生代） | 原太古代 | 原太古代           | 4000         |
| 冥王代           | 冥王代   | 冥王代             | 4600         |
| 1. 2. 3.         |          |                    |              |

地球史年表（ちきゅうしねんぴょう）では、地球の歴史に関する簡潔な年表を掲げる。
- この項目ではなるべく平易な説明にとどめ、学術的な年代区分や詳細な説明・年表は別にゆずる。
- 地質時代の基底年代については、図表に記載されている数値は地質系統・地質年代表 (International Stratigraphic Chart) ICS2018/08に基づいているが[1]、本文の古い記述とは異なるものもあることに留意が必要である。
- 時代区分については地質時代を参照。
- 仮説や、議論が現在されている項目も含んでいる点に注意。

## できごとの記号
|  | 天文学 |
|  | 地質学 |
|  | 地形学 |
|  | 環境学 |
|  | 生物学 |
|  | 人類学 |

## 冥王代
|  | 年代                | できごと |
|  | ------------------- | --- |
|  | 約45.67億年前       | 星間ガスと塵で構成された原始惑星系円盤を伴う、原始太陽が誕生する。太陽が含む金やウランなど重元素の起源は質量の大きな高温の恒星の内部での元素合成とその後に発生する超新星爆発が有力視されていたが、2014年現在では中性子星合体による可能性が高い。                                           |
|  | 約45.66億年前       | 原始惑星系円盤内を浮遊する塵が集積し、直径数kmから数十kmの微惑星が形成される。 |
|  | 約45.65億年前       | 惑星集積を経て、地球型惑星の公転軌道領域に原始惑星が数十個から100個程度形成される。この時点の原始惑星の直径は月や火星程度であった。 |
|  | 約45.55億年前       | 原始惑星同士の衝突合体を経て、最終的な地球型惑星が形成される。 |
|  | 約45億年前          | 始原的な鉛同位体比に基づき最古のものと推定される、カナダのバフィン島とデンマークのグリーンランド西部で発見されたマントル由来溶岩の推定年代（約45.5億～44.5億年前）。またマントル由来の岩石と未分化の隕石とのタングステン同位体比の比較から、この頃にマントルと核とが分離したと推定される。 |
|  | 約44.7億年前        | 原始地球に原始惑星テイアが衝突し、テイアの大部分と原始地球の一部が宇宙空間へ吹き飛んで月を形成する（ジャイアント・インパクト説）。 |
|  | 約44.04億年前       | 西オーストラリア州のジャック・ヒルズで発見された、ジルコン粒子のうち最古のもの（44億400万±800万年前）。こうしたジルコン粒子の存在は、地球表面に地殻が形成され、また液体の水が存在したことを示唆する。水は海を形成し、地球の冷却に寄与した。                                                |
|  | 約42.8 - 37.7億年前 | カナダのケベック州で産出した、生物由来の化石とされる繊維状の構造物の年代。熱水噴出孔の付近に生息する現生の微生物との類似性が主張されているが、この時代の微生物化石とされる当該構造物の成因や年代を巡っては反論もある。                                                                     |
|  | 約42.5 - 30億年前   | ダイヤモンドを含むジルコン粒子（約42.5億 - 30億年前）。 |
|  | 約41 - 38億年前     | 木星型惑星の移動に起因する重力の釣り合いの変化によって、多数の小天体が内部太陽系に侵入し、小惑星帯に存在した物質が枯渇して現在の状態になった。これが引き金となって、月に現存する多くの衝突クレーターが形成され、岩石惑星も頻繁な天体衝突を受けた（後期重爆撃期）。                         |
|  | 約40.31億年前       | カナダ北西部のアカスタ片麻岩に含まれるジルコンのU-Pb年代。 |

## 太古代
|  | 年代          | できごと |
|  | ------------- | --- |
|  | 約40億年前    | 分子時計に基づく生命誕生の推定年代。生命を形作るアミノ酸や糖や核酸塩基といった物質は後期重爆撃をはじめとする隕石衝突でもたらされたと見られる。この時期の海洋は熱湯に近い高温であり、当時の生物は好熱性の原核生物（極限環境微生物）と目されている。 |
|  | 約39.5億年前  | カナダのラブラドール地方で発見された、既知の範囲内で最古の堆積岩であるペライトの年代。ペライト中に含まれる礫岩はこれ以前に堆積場が存在したことを意味し、また同地域の炭酸塩岩の炭素同位体比は生物による同位体分別の影響を示唆している。             |
|  | 約38億年前    | 西グリーンランドのイスア地方で発見された礫岩の年代。炭素同位体比において炭素12の割合が多く、地球上の生命の存在を示唆すると考えられている。また、イスア地方の岩石には最古の縞状鉄鉱層が確認される。                                                 |
|  | 約35億年前    | 西オーストラリア・ピルバラ地域産にてメタン生成の痕跡（同位体比率異常のメタン）。 |
|  | 約34.65億年前 | ピルバラ地域から産出した細胞の最古の化石。無機的な化学反応で岩石に生じた粒の誤認として過去に批判されたが、3Dイメージング技術の改良を経て内部構造が可視化され、確実な化石証拠となった。                                                             |
|  | 約34.3億年前  | シアノバクテリアにより形成されたと見られる、ピルバラ地域産の最古のストロマトライトの年代。シアノバクテリアは酸素発生型光合成を行う生物であり、二酸化炭素を体内に有機物として蓄積し（炭素固定）、海中に酸素を供給しはじめた。                       |
|  | 約27.2億年前  | 遊離酸素分子を用いた反応でのみ生成される物質であるステランの検出。 |
|  | 約26億年前    | この時代に超大陸のケノーランド大陸が存在した可能性がある。 |
|  | 約25億年前    | 縞状鉄鉱層の形成量が最盛期を迎える。これ以降形成量が減少するが、約20億年前までにかけて約6400億トンが堆積する。人類が鉄鋼業に利用する鉄の大部分はこの5億年間の縞状鉄鉱層に由来する。                                                                |

## 原生代
|  | 年代                | できごと |
|  | ------------------- | --- |
|  | 約24億年前          | ヒューロニアン氷期の開始。地球が史上初めて全球凍結状態（スノーボールアース）に陥り、生物の大規模な絶滅を引き起こした。原因はシアノバクテリアが発生させた膨大な酸素がメタンと反応して水と二酸化炭素を生じ、強力な温室効果を持つメタンが減少したことによると見られる。             |
|  | 約23.3億年前        | 大酸化イベント。好気的環境で安定しない閃ウラン鉱による堆積性ウラン鉱床がこれ以降の岩石から発見されないこと、赤色岩層がこれ以降一般的な堆積岩になること、縞状鉄鉱層が稀になるなど、様々な変化が生じる。海洋表層水の溶存酸素が深層にも拡大し、嫌気性生物の生息域が大幅に縮小した。 |
|  | 約22.29億年前       | 地球上に現存する最古の隕石痕であるヤラババ・インパクト構造の形成。クレーターは風化・浸食を受けているが、元の直径は約30 - 70kmと推定される。厚さ2 - 5kmの氷床を伴う花崗岩質の地殻に落下した場合、最大5400km3の氷が融解したと見積もられる。                                        |
|  | 約22億年前          | ヒューロニアン氷期の終了。氷期の間に大気中へ放出された二酸化炭素が消費されず、温室効果を引き起こしてアイス・アルベド・フィードバックを突破して解氷する。生物は火山の付近のような熱水活動のある場や低緯度海域で生存していたと見られる。                                           |
|  | 約20.23億年前       | 南アフリカ共和国に位置する隕石衝突跡フレデフォート・ドームの形成。ヤラババの衝突跡と同じく浸食され原形をとどめていないが、中央に位置するドーム状の隆起部は直径約50km、周囲の外輪山は直径約190kmにおよぶ。形成年代を約20.20億年前とする推定もある。                               |
|  | 約18.49億年前       | 直径10 - 15kmの隕石が後のカナダのオンタリオ州に落下し、サドベリー隕石孔を形成する。南北27km、東西約60kmに達し、銅やニッケルの世界的な産地として知られる。 |
|  | 約19億年前          | この頃には地球史上最初の確実な超大陸であるヌーナ大陸が存在した。この時期に発生した大規模火成活動はヌーナ大陸を形成したバングウェウル地塊を拡大させており、当該の火成活動で形成された花崗岩はアフリカ大陸の中央アフリカ楯状地やユーラシア大陸東部などに分布している。             |
|  | 約18億年前          | 化石記録と分子時計に基づく真核生物の推定出現時期。真核生物の起源には諸説あるが、細菌とも古細菌とも異なる未知の原核生物を仮定し、それが介在した細胞内共生で説明する仮説が有力視されている。真核生物は原核生物に由来するミトコンドリアを持ち、種類によっては葉緑体も持つ。         |
|  | 約16.2億年前        | 中華人民共和国北部に分布する長城層から産出したアクリターク化石の年代。最古の真核生物の化石と見られる。 |
|  | 約15億年前          | ヌーナ大陸を構成する陸地がこの時代に最も密集する。 |
|  | 約14.5億年前        | ヌーナ大陸が分裂を開始する。分裂は早くとも約13.8億年前まで、最低でも約7000万年に亘って継続した。 |
|  | 約11 - 9億年前      | 超大陸であるロディニア大陸を形成する陸地が集積する。 |
|  | 約8億年前           | ロディニア大陸が分裂する。 |
|  | 約7.5億年前         | 分子時計に基づく海綿動物の推定出現時期。 |
|  | 約7.17 - 6.6億年前  | スターティアン氷期。 |
|  | 約7 - 5億年前       | 新原生代酸化イベント。2段階目となる大気中酸素濃度の飛躍的な上昇が生じ、これ以降現代と同等のオーダーになる。 |
|  | 約6.5億年前         | マリノアン氷期。具体的な発生時期は特定されていないが、654.5 Ma以前に発生してはいなかったと推定されている。スターティアン氷期に続く世界規模の氷河時代となり、632.3 ± 5.9 Maに終結した。                                                                                           |
|  | 約6.34 - 6.04億年前 | 分子時計に基づく刺胞動物の推定出現時期。 |
|  | 約5.8億年前         | 579.88 ± 0.44 Maから579.63 ± 0.15 Maにかけガスキエス氷期。スターティアン氷期やマリノアン氷期と異なり部分的な表層海水の凍結に落ち着いたが、引き起こされた海退が当時浅海域を構成していた中国・貴州省の露頭に不整合面として記録されている。                                         |
|  | 約5.65億年前        | エディアカラ生物群の繁栄。全球凍結後の地球は極端な温暖化が進行して成層化し、有機炭素リザーバーとして懸濁有機物が比重境界付近で滞留したと見られ、これを利用した多細胞生物が飛躍的な大型化を遂げたと推測されている。                                                               |
|  | 約5.41億年前        | エディアカラ生物群の絶滅。エディアカラ生物群の多くは海水中に豊富に溶存した栄養塩を表皮から吸収する浸透栄養者であったと見られるが、捕食者や分解者が登場して栄養塩が消費されたため競争に敗れたと考えられている。                                                                   |

## 顕生代

### 古生代
|  | 年代                | できごと |
|  | ------------------- | --- |
|  | 約5.43 - 5.25億年前 | 動物の急速な多様化（カンブリア爆発）。生態学的には被食者の防御機構と捕食者の捕食機構との間の進化的軍拡競争、進化発生学的にはホメオティック遺伝子群の変異で説明される場合がある。脊索動物や節足動物など、動物界のうち硬組織を持つ門がこの時期に全て出揃った。                            |
|  | 約5.18億年前        | 澄江動物群の繁栄。ジルコン粒子のU-Pb年代から、518.03 ± 0.69/0.71 Ma以降と推定されている。 |
|  | 約5.08億年前        | バージェス動物群の繁栄。 |
|  | 約4.72億年前        | 分子時計に基づく維管束植物の出現推定時期のうち最古の年代。 |
|  | 約4.7億年前         | 蘚苔類の胞子の化石。既知の範囲内で最古の陸上植物化石。 |
|  | 約4.67億年前        | ゴンドワナ大陸に氷床が形成される。従来ヒルナンシアン氷期は約4.63億年前から開始したより急激な寒冷化と考えられていたが、この時期から緩やかに寒冷化が進行していたことが提唱されている。 |
|  | 約4.66億年前        | L型コンドライトの大型小惑星が地球に接近し、ロッシュ限界内に進入して破壊される。破砕された小惑星片は地球の環を形成し、約4000万年間にわたって地球への隕石落下頻度を著しく増大させたほか、太陽放射を遮蔽してヒルナンシアン氷期を促進したと推測されている。                                 |
|  | 約4.45 - 4.43億年前 | オルドビス紀末の大量絶滅。当時の海棲動物相のうち科レベルで約20%、種レベルで約50%が絶滅した。二枚貝、棘皮動物、外肛動物、サンゴが打撃を受けた。原因として大規模火成活動やガンマ線バーストが提唱されている。                                                                              |
|  | 約4.44億年前        | 顕生代で最も深刻な氷期であったヒルナンシアン氷期のピークが終わり、約4.37億年前まで約700万年間に亘り急激な温暖化が進行する。一因として、上述した地球の環の消滅が考えられている。 |
|  | 約4.3 - 4.2億年前   | ローレンシア大陸、バルティカ大陸、アバロニア大陸の3大陸が衝突。それらの間に存在したイアペトゥス海が消滅し、カレドニア山脈が形成される。 |
|  | 約4.21億年前        | 最古の陸上維管束植物化石。 |
|  | 約4.1億年前         | 顎口類が現れる（魚類が顎を獲得）。鰓裂を支持する鰓弓軟骨のうち最も前側のものが変形し、腹側と背側に分かれていた当該部位が癒合し、顎関節を形成した。顎は採餌効率の向上に繋がり、魚類の生態を拡大することになった。                                                                        |
|  | 約4億年前           | アンモナイト亜綱が現れる。 |
|  | 約3.9億年前         | 肉鰭類が現れる。 |
|  | 約3.83億年前        | ジベティアン-フラニアン境界の大量絶滅事変。後期デボン紀の大量絶滅を構成する最初の絶滅事変であり、当時の動植物の約28%の属が絶滅した。後続の2つの絶滅事変と併せ、コロネンと水銀が地層中に濃集することから大規模火成活動が原因と考えられている。                                           |
|  | 約3.72億年前        | フラニアン-ファメニアン境界の大量絶滅事変。後期デボン紀の大量絶滅を構成する2番目の絶滅事変であり、当時の動植物の約35%の属が絶滅した。サンゴ、三葉虫や貝虫、腕足動物、広義のアンモナイトなどが打撃を受け、無顎類も大部分が絶滅した。ケルワッサー事変とも呼ばれ、上部と下部に細分される。 |
|  | 約3.7億年前         | グリーンランドで産出したイクチオステガの化石。この頃脊椎動物のうち四肢動物が陸上に進出する。 |
|  | 約3.6億年前         | 最古の裸子植物の化石。 |
|  | 約3.59億年前        | ファメニアン-トルネーシアン境界（すなわちデボン紀-石炭紀境界）の大量絶滅事変。後期デボン紀の大量絶滅を構成する最後の絶滅事変であり、当時の動植物の約31%の属が絶滅した。絶滅した具体的な分類群に板皮類が居る。ハンゲンベルグ事変とも呼ばれる。                                           |
|  | 約3.5億年前         | 有羊膜類の出現。 |
|  | 約3.35億年前        | ユーラメリカ大陸、シベリア大陸、ゴンドワナ大陸が接近し、現時点で最新の超大陸であるパンゲア大陸を形成する。 |
|  | 約3.25億年前        | 翅を持つ昆虫の爆発的な放散。植物の球果を消費するもの、口吻を刺して汁を吸引するもの、他の昆虫を捕食するものなどが登場した。 |
|  | 約3.05億年前        | 石炭紀の熱帯雨林の崩壊。石炭紀は石炭の供給源となった大森林が各地に存在したが、それらはこの時期に急速に消失して乾燥気候が拡大した。これ以降の陸上脊椎動物相は、湿地を好む両生類よりも乾燥に強い単弓類が優勢となる。                                                                      |
|  | 約2.52億年前        | 水平方向1000kmにおよぶ厚さ100kmの莫大なホットプルームが噴出し、シベリア・トラップを形成する。これによる環境変動に伴い、海棲動物が科レベルで約57%、種レベルで約95%絶滅し、古生代型動物群と現代型動物群の入れ替わりが起きた（ペルム紀末の大量絶滅）。                                     |

### 中生代
|  | 年代                | できごと |
|  | ------------------- | --- |
|  | 約2.4億年前         | 被子植物の祖先のものとされる花粉の化石。反対意見が多く、古植物学者の間でコンセンサスを得られてはいない。 |
|  | 約2.37 - 2.32億年前 | パンサラッサで巨大火成岩岩石区が形成される。当該の大規模火成活動で噴出した玄武岩は、現在のランゲリア洪水玄武岩（北米西部）やタウハ帯（ロシア・沿海州）や三宝帯（日本）として分布している。この噴火によりカーニアン多雨事象が引き起こされたと考えられる。                                   |
|  | 約2.34 - 2.32億年前 | カーニアン多雨事象。約200万年間に亘って気候が湿潤化し、陸上で哺乳類の出現や恐竜の多様化が促進された一方、海洋で海洋無酸素事変が引き起こされコノドントや広義のアンモナイトが打撃を受けた。                                                                                                  |
|  | 約2.14億年前        | 大型の隕石がカナダのケベック州に落下し、マニクアガン・クレーターを形成した。隕石の推定直径は約3.3 - 7.8kmであり、日本でも隕石由来のオスミウムが検出されている。この衝突イベントは三畳紀末の大量絶滅自体とは年代が離れているものの、コノドントや放散虫の群集の絶滅に帰結した。              |
|  | 約2.01億年前        | パンゲア大陸が分裂を開始し、中央大西洋マグマ分布域を形成。莫大な二酸化炭素や二酸化硫黄およびメタンなどの気体が供給され、海洋の化学組成が変化した。陸上では植物と昆虫が打撃を受け、爬虫類ではワニ形類を除く偽鰐類や植竜類などの分類群が絶滅した（三畳紀末の大量絶滅）。                     |
|  | 約1.8億年前         | パンゲア大陸がローラシア大陸（北アメリカ大陸とユーラシア大陸）とゴンドワナ大陸（南アメリカ大陸・アフリカ大陸・オーストラリア大陸・インド亜大陸・南極大陸）とに分裂する。その後、ゴンドワナ大陸が分裂して大西洋が形成されることになる。                                                     |
|  | 約1.5億年前         | 従来的な見解における鳥類の出現。この時代に翼を持つ獣脚類であるアーケオプテリクス（始祖鳥）が知られているが、実際にはアーケオプテリクス以前に鳥類的形質状態を示す獣脚類が存在しており、恐竜から鳥類への進化は緩やかな過程であったとされる。                                                 |
|  | 約1.3 - 1.1億年前   | ゴンドワナ大陸を構成していたアフリカ大陸と南アメリカ大陸が分裂し、大西洋が形成される。ただし、スピノサウルスとオキサライアのように後期白亜紀セノマニアン期でも両大陸の動物相が類似することから、諸島や他の陸地を介した接続により動物相の往来がその後数千万年間可能であったと見られている。 |
|  | 約1.3億年前         | 被子植物のものである可能性がある花粉の化石。 |
|  | 約1.25億年前        | 被子植物の葉や花の断片化石。 |
|  | 約1.1955億年前      | OAE1aと呼ばれる大規模海洋無酸素事変が発生。その後111.6万年間に亘って広範囲で無酸素環境が持続し、海洋生物の大量絶滅に至った。層序関係に基づき、太平洋に位置する巨大火成岩岩石区であるオントンジャワ海台の形成が原因と見られる。                                                             |
|  | 約1.1685億年前      | 絶対年代が得られているオントンジャワ海台の形成時期。短く見積もって600万年以上に亘る噴火活動を継続し、莫大な二酸化炭素を放出して地球の温暖化に寄与したと見られる。この前後で恐竜をはじめとする陸上生物の種数が増大するほか、海洋無酸素事変OAE1bが発生している。                             |
|  | 約1億年前           | 最古のアリ科昆虫であるゲロントフォルミカ・グラキリスがこの時代から知られる。現生のアリと類似する感覚器官を有しており、フェロモンを利用した高度なコミュニケーションを既に確立していたことが考えられている。                                                                                 |
|  | 約9400万年前        | ボレナリイベントとも呼ばれる海洋無酸素事変OAE2の発生。カリブ巨大火成岩岩石区の形成が原因と考えられる。テチス海・太平洋・西部内陸海路・大西洋など様々な海域で確認されており、放散虫・有孔虫・アンモナイト・二枚貝などが打撃を受けた。                                                       |
|  | 約6600万年前        | メキシコのユカタン半島に隕石が落下し、直径約180kmに達するチチュルブ・クレーターを形成。衝突とそれに起因する太陽放射の遮蔽を受け、非鳥類型恐竜と翼竜が絶滅し、北アメリカ大陸の陸上植物相がほぼ壊滅した。海洋生態系ではアンモナイトやベレムナイトおよび厚歯二枚貝などが絶滅した。            |

### 新生代

#### 約6600万年前 - 1000万年前
|  | 年代                  | できごと |
|  | --------------------- | --- |
|  | 約6550万年前          | インド亜大陸にデカン高原が形成される。デカン・トラップの噴火活動はチチュルブ・クレーター形成の35万年前に開始していたが、隕石衝突から5万年以内に70%の溶岩を急激に噴出し、また衝突から50万年後に活動を停止した。                                                      |
|  | 約6300万年前          | 霊長目が直鼻猿亜目と曲鼻猿亜目に分岐し、前者がビタミンC合成能力を失う。ビタミンC合成能力を失った直鼻猿亜目にはメガネザル下目や真猿下目（サル、類人猿、ヒト）をが含まれる。ビタミンC合成能力を有する曲鼻猿亜目には、マダガスカルに生息するキツネザルなどが含まれる。 |
|  | 約5500万年前          | 暁新世・始新世境界で突発的温暖化事件（暁新世-始新世温暖化極大）が発生し、新生代では最も高温の時代になった。その原因として1500Gtのメタンハイドレートの融解などの温暖化ガスの大量放出があり、地表5-7℃の気温上昇の温暖化が起こった。                                   |
|  | 約5300万年前          | 初期の鯨類（パキケトゥス）の出現。現在のオオカミに類似する四足歩行の形態を示すが、距骨が両滑車である点で鯨偶蹄目と共通する形質状態を持つ。化石はパキスタンから産出しており、既知の範囲内で最古の鯨類とされる。                                                      |
|  | 約5000 - 4000万年前   | コールドプルームに牽引されたインド亜大陸が年間最大18センチメートルの速度で北上してユーラシア大陸に衝突し、テチス海を消滅させる。インド亜大陸の北上はその後も継続し、ヒマラヤ山脈が形成されることになる。                                                            |
|  | 約4900万年前          | この頃に鯨類が海洋に進出していたと見られる。従来的な見解では半水棲の祖先から海棲適応までに約1500万年を要したと推測されており、南極付近に生息したこのクジラの発見は見積もりを大幅に塗り替えることとなった。                                                          |
|  | 約4300万年前          | マントル対流の変化により、太平洋プレートの運動方向が急激に変化する。現在の地形においては、天皇海山群とハワイ海山群との間に見られる屈曲として表出している。 |
|  | 約3300万年前          | 南極大陸が南アメリカ大陸およびオーストラリア大陸から分裂し孤立する。地球の自転により生じる南極環流が低緯度海域に由来する暖流を阻害し、南極氷床の発達・維持に寄与した。なお氷床形成の主因として当時の二酸化炭素濃度の低下も挙げられる。                              |
|  | 約3000万年前          | バイカル湖の形成。 |
|  | 約2800万 - 2400万年前 | 狭鼻下目のヒト上科（テナガザル、オランウータン、チンパンジー、ゴリラ、ヒトの共通祖先）がオナガザル上科から分岐。 |
|  | 約2300万年前          | これ以降の時代にゴンフォテリウム類やマムート科やステゴドン科がユーラシア大陸に拡大し繁栄する（長鼻目の2回目の放散）。 |
|  | 約1500万 - 1300万年前 | ヒト科がヒト亜科とオランウータン亜科に分岐したと推定されている。 |
|  | 約1480万年前          | リース隕石孔の形成。 |
|  | 約1430万年前          | シュタインハイム・クレーターの形成。 |
|  | 約1160万年前          | この時期に生じた原因不明の最後の生物の大量絶滅について、落下地点は不明ながら隕石によるものとの説が提起されている。 |

#### 1000万年前 - 100万年前
|  | 年代                | できごと |
|  | ------------------- | --- |
|  | 約1000万年前        | 北上を続けるインド亜大陸に押し上げられ、ヒマラヤ山脈が標高6000メートル程度に達する。高峻な山々によりモンスーン気候が成立する。 |
|  | 約900万 - 800万年前 | ヒト亜科がヒト族とゴリラ族に分岐したと推定されている。 |
|  | 約700万 - 500万年前 | ヒト族がヒト亜族とチンパンジー亜族に分岐したと推定されている。約700万年前には後のチャドにサヘラントロプス・チャデンシスが出現しており、本種は脊椎が頭蓋骨を支持するという、直立二足歩行に近い姿勢を取っていたと推測されている。                                          |
|  | 約500万年前         | アフリカ大陸の熱帯雨林が縮小して赤道付近のみに残存するようになり、乾燥帯が拡大する。 |
|  | 約300万年前         | パナマ地峡の形成。アメリカ大陸間大交差が起こり、北アメリカ大陸に生息した動物相が南アメリカ大陸に進出した。当時南アメリカ大陸に生息していた南蹄目と滑距目が北方哺乳類との生存競争に敗れて絶滅した一方、地上棲の肉食鳥類であるフォルスラコス科が北アメリカ大陸に進出した。 |
|  | 約300万 - 200万年前 | アフリカ大陸でイネ科草本が分布を拡大し、典型的なサバナ気候が広がる。ウシやレイヨウが放散を遂げる。人類では植物食性のパラントロプスがこの環境変化に適応する。 |
|  | 約250万年前         | ホモ属の咬筋を発達させる遺伝子が突然変異により発現しなくなる。以降、硬質な植物繊維よりも動物の軟組織を消費する傾向が表れたと推測される。 |
|  | 約240 - 160万年前   | この頃に生息したホモ・ハビリスは、礫を砕いて石器として用いていたことが知られている（オルドヴァイ文化、オルドワン石器）。 |
|  | 約180万年前         | ホモ・エレクトゥスがアフリカ大陸からユーラシア大陸へ進出する。 |

#### 100万年前 - 10万年前
|  | 年代                  | できごと |
|  | --------------------- | --- |
|  | 約80万年前            | ケナガマンモスの出現。冷涼な環境を好み、マンモスステップと呼ばれる草原地帯で繁栄した。最盛期には北アメリカ大陸とユーラシア大陸の広範囲に亘って分布した。 |
|  | 約78万年前            | 最新の地磁気逆転。地球磁場は10万 - 100万年ぐらいの不規則な周期で何度も逆転している。この頃の逆転が直近のものである（ブリュンヌ期、約78万年前 - 現在）。これより前の逆転は約250万年前（松山期、約250万 - 78万年前）。                                                      |
|  | 約33.5 - 24.1万年前   | ホモ・ナレディによる葬儀の可能性がある最古の痕跡。 |
|  | 約30万年前            | ホモ・ネアンデルターレンシスの出現。 |
|  | 約20万年前            | ホモ・サピエンスの出現。 |
|  | 約19.5万 - 12.3万年前 | 海洋酸素同位体ステージ6（MIS6）。氷期の到来により当時のホモ・サピエンスの人口が激減したと推測される。 |
|  | 約15万年前            | 日本の福井県に位置する水月湖が形成される。水月湖の湖底堆積物は堆積物の季節変化により細かな年縞を形成しており古環境復元に役立てられているが、当時は水深が浅く湖底が好気的環境であったため、生物擾乱を強く受けていた。生物擾乱を受けない嫌気的環境の成立は約7万年前である。 |
|  | 約14.3万年前          | 現代人の共通祖先の分岐年代。±1.8万年以内に収まる。 |
|  | 約13万年前            | 水月湖の堆積物中にスギ花粉が増加しはじめる。約12 - 11万年前にスギ花粉がピークを迎えており、検出された全ての花粉のうち約80%がスギで占められている。ヒトによる植林を経てスギが増加した現在を上回る水準とされる。                                                            |

#### 10万年前 - 1万年前
|  | 年代          | できごと |
|  | ------------- | --- |
|  | 約8万年前     | 一部のホモ・サピエンスがアフリカの角からバブ・エル・マンデブ海峡を渡りアラビア半島へ進出。なお、この前後の時代にこれと別の経路で現在のイスラエルを経由して西アジアへ分布を拡大した集団もおり、これらを総合して「出アフリカ」という。                                             |
|  | 約7.5万年前   | 南アフリカ共和国ブロンボス洞窟の赤褐色酸化鉄化合物。研磨された上に格子模様が刻印されており、ホモ・サピエンスが芸術を獲得したことの証拠と見られている。 |
|  | 約7.4万年前   | スマトラ島のトバ火山の大噴火。過去200万年間で最大の噴火活動であり、地球の寒冷化を促進した。これにより当時人類の人口が1万人以下に激減し、遺伝的な多様性の多くが失われ現在の人類につながる集団のみが残った「ボトルネック効果」があったと考えられている（トバ・カタストロフ理論）。 |
|  | 約7万年前     | ヒトが衣服を着るようになり、ヒトに寄生するヒトジラミは7万年前に2つの亜種、主に毛髪に寄宿するアタマジラミと主に衣服に寄宿するコロモジラミに分岐した。 |
|  | 約6.5万年前   | ホモ・サピエンスがスンダランド（現在のマレー半島、ジャワ島、スマトラ島、ボルネオ島などからなる亜大陸）からサフル大陸（現在のオーストラリア大陸にニューギニア島とタスマニア島が接続した大陸）に進出。                                                                             |
|  | 約5万年前     | アメリカ合衆国アリゾナ州に位置するバリンジャー・クレーターの形成。クレーターは直径1.2km、深さ200mに達し、これを形成した隕石自体の直径は約30 - 50mと推定されている。 |
|  | 約4.5万年前   | ホモ・サピエンスがヨーロッパに進出。当時のヨーロッパにはホモ・ネアンデルターレンシスが生息しており、共存したと見られる。 |
|  | 約4万年前     | ホモ・ネアンデルターレンシスの絶滅。ただし一部のホモ・ネアンデルターレンシスはホモ・サピエンスと交雑していたと見られており、現生人類のゲノムにはホモ・ネアンデルターレンシスに由来すると推測される塩基配列が存在する。                                                           |
|  | 約3.7万年前   | 南フランスのショーヴェ洞窟壁画。 |
|  | 約3 - 2万年前 | 最終氷期の最寒冷期。水月湖の堆積物からは針葉樹（モミ属・ツガ属・トウヒ属）やカバノキ属（シラカバほか）の花粉が検出されており、現代のタイガに類似する植生が現在の福井県付近に広がっていたと推測されている。                                                                       |
|  | 約2.55万年前  | ニュージーランドのタウポ湖が大爆発を起こし、北島を火山噴出物で被覆する。火山噴出物量が1兆トンを超過した直近の噴火活動。 |
|  | 約2.45万年前  | 姶良カルデラが大爆発を起こす。400km3におよぶ火山噴出物を放出し、VEI7に相当する。 |
|  | 約1.5万年前   | 氷期の時代にベーリング海峡は地続きになっていた。この頃、ユーラシア大陸から無人の北アメリカ大陸にホモ・サピエンスが移り住んだと考えられている（アメリカ州の先住民族）。 |
|  | 約1.47万年前  | ダンスガード・オシュガーサイクルによる突発的な温暖化。現在の東京都の気候がマニラ程度、モスクワの気候が東京都程度になる温度上昇があったとされる。 |
|  | 約1.29万年前  | ヤンガードリアス期が始まる。当時の地球は最終氷期が終了に向かい温暖化しつつあったが、突如の寒冷期が約1300年間に亘って継続した。北アメリカ大陸に生息した動物の絶滅に寄与したと見られる。                                                                                           |
|  | 約1.2万年前   | イスラエルのヒラゾン・タクティット洞窟遺跡で農耕開始以前の人々が宴会を開いていた証拠が発見されている。 |
|  | 約1.1万年前   | 紀元前8800年頃、人類が最初に精錬した金属は銅であった。銅製の小玉がイラクから出土しており、最古の銅製品と言われている。 |

#### 1万年前 - 現在
|  | 年代            | できごと |
|  | --------------- | --- |
|  | 約7300年前      | 鬼界カルデラの噴火（アカホヤ噴火）。火砕流と火山灰が発生し、火山噴出物体積は332 - 457km3と推定されている。完新世における地球最大の噴火活動。なお、鬼界カルデラは約14万年前と約9.5万年前にも巨大噴火を起こしている。                  |
|  | 約7000年前      | これ以降の水月湖の堆積物からシイと思われる植物の花粉が検出されている。シイとカシは常緑樹林を示す樹種であり、現在の西日本の代表的な植生が既に当時の福井県周辺で成立していたことを示唆する。                                           |
|  | 約4000年前      | 地球上で最後まで生き残っていたマンモスの化石がロシア国内の北極海の島（ウランゲリ島）で発見されている。彼らは縄文海進によりユーラシア大陸から隔離された後も、約6000年に亘って命脈を保っていた。絶滅の原因は不明。                     |
|  | 1550年          | この頃から19世紀まで地球の平均気温が0.5℃低下する（小氷期）。1650年、1770年、1850年が最寒期とされる。この期間に起きた複数の軍事作戦の遂行、ヨーロッパでの魔女狩りの増加、明の崩壊など様々な人類史上の出来事との関連が考えられている。 |
|  | 1645年 - 1715年 | 太陽黒点の活動が低下（マウンダー極小期）。 |
|  | 18世紀後半      | イギリスで産業革命が起こり、エネルギーの大量消費時代がはじまる。 |
|  | 1783年          | ラキ火山の噴火。微細な塵が雲核となり雲を形成して太陽放射を遮蔽したため、ヨーロッパで冷害を引き起こし、フランス革命の遠因となったとされる。                                                                                           |
|  | 1908年          | ツングースカ大爆発。シベリアのツングースカ川上空で隕石が爆発を起こし、約2150km2の範囲の森林に熱と衝撃波の被害を与えた。 |
|  | 1945年          | 第二次世界大戦において人類史上初となる核兵器の実戦投入。日本の広島県広島市と長崎県長崎市に原子爆弾が投下された。 |
|  | 1960年          | マグニチュード9.5に達する観測史上最大の地震（チリ地震）。チリが地震による壊滅的な被害を受けたほか、地震により生じた津波が日本にも到達した。                                                                                          |
|  | 1991年          | ピナトゥボ山の噴火。ラキ火山と同様に1993年に冷夏を引き起こし、日本に農業被害を与えたと考えられている。 |
|  | 2022年          | 世界人口が80億人に到達。人類の人口増加速度は減衰しているが、自然破壊や貧困など持続可能な開発に関する懸念が存在する。 |